# Окуневский, Яков Леонтьевич
Яков Леонтьевич Окуневский (1877—1940) — российский и советский учёный-медик, эпидемиолог и гигиенист, организатор здравоохранения и медицинской науки, доктор медицины (1917), доктор медицинских наук (1936), профессор (1931), дивврач (1940). Заслуженный деятель науки РСФСР (1937).

## Биография
Родился 25 ноября 1877 года в деревне Трихатки, Ананьенского уезда Херсонской губернии в крестьянской семье.
С 1896 по 1900 год обучался на естественном отделении физико-математического факультета Императорского Новороссийского университета и с 1900 по 1904 год в Императорской медико-хирургической академии.
С 1904 года направлен в действующую армию, участник Русско-японской войны в составе 5-го Люблинского полка на должности младшего военного врача. С 1905 года военный врач военного госпиталя Одесского военного округа. С 1912 по 1914 год обучался на курсах усовершенствования санитарного дела при ИМХА, ученик профессора В. А. Левашёва.
С 1914 года на педагогической работе в ИМХА — Военно-медицинской академии имени С. М. Кирова в должностях: ассистент кафедры гигиены, с 1917 года — старший преподаватель кафедры общей гигиены, с 1924 по 1940 год — организатор и руководитель курса дезинфекции по кафедре микробиологии и эпидемиологии и заведующий кафедрой дезинфекции этой академии. Одновременно с 1921 по 1925 год на педагогической работе в Ленинградском технологическом институте в должности профессора и заведующий кафедрой общей и профессиональной гигиены. 11 апреля 1936 года
Приказом НКО СССР Я. Л. Окуневскому было присвоено воинское звание бригадный врач, а 13 июля 1940 года Указом Президиума Верховного Совета СССР ему было присвоено звание дивизионный врач.

### Достижения в области дезинфекции, дератизации, дезинсекции
Основная научно-педагогическая деятельность Я. Л. Окуневского была связана с вопросами в области дезинфекции, дератизации и дезинсекции, в том числе в войсках. Он являлся одним из создателей и первым научным руководителем Дезинфекционно-ремонтной бригады. Был председателем Комиссии по разработке дезинфекционных камер и аппаратуры для медицинской службы РККА, консультантом Научно-исследовательского испытательного санитарного института, Санитарного управления РККА, санитарного отдела Народного комиссариата здравоохранения СССР по вопросам дезинфекции и санитарии.
В 1917 году защитил диссертацию на соискание учёной степени доктор медицины, в 1920 году ему была присвоена учёная степень кандидат медицинских наук, в 1936 году Я. Л. Окуневскому по совокупности работ была присвоена учёная степень доктор медицинских наук. В 1931 году Я. Л. Окуневскому было присвоено учёное звание профессора. Я. Л. Окуневский являлся автором более сто двадцати научных работ, в том числе пяти монографий.
Скончался 23 ноября 1940 году в Ленинграде, похоронен на Богословском кладбище.

## Награды
- Заслуженный деятель науки РСФСР (1937 — «За выдающиеся заслуги в области медицины и научной деятельности»)